# 本田貴子
本田 貴子（ほんだ たかこ、1972年8月14日 - ）は、日本の女性声優。東京都出身。大沢事務所所属。既婚。2児の母。

## 略歴
幼少時、テレビ放映の『ダーティハリー』を観賞中、父親から「知ってるか?この人ルパン（CV：山田康雄）だぞ」と教えられたのが声優を最初に意識したきっかけである。
勝田声優学院10期生（同期は橘U子、倉田雅世、遠近孝一など）。
かつてはオフィス薫に所属していた。

## 人物
外画吹き替えでは、ミラ・ジョヴォヴィッチ（本人公認）とシャーリーズ・セロンをはじめ、ハル・ベリー、コビー・スマルダーズ、サンドラ・ブロック、ジェイダ・ピンケット・スミス、ヒラリー・スワンク、ロザリオ・ドーソンなどの女優を持ち役としている。
特にミラ・ジョヴォヴィッチについては、『バイオハザード』で起用されて以降、専属に近い形で大半の作品を担当するようになり、2020年には、『モンスターハンター』のジャパンプレミアムでジョヴォヴィッチとリモートの画面越しに対面を果たした。その際に「私が日本語を喋っているみたいだった。自分が出す声が嫌いなので、これからもずっと担当して欲しい。私はこれから『日本語をしゃべれる』と履歴書に書こうと思っている」と絶賛された。

## 出演
太字はメインキャラクター。

### テレビアニメ
1996年
- わんころべえ（ツバメ）

1998年
- どっきりドクター（男子生徒）

1999年
- 今、そこにいる僕（少年兵A）
- キョロちゃん（1999年 - 2001年、パチクリ、主婦A）
- GTO（1999年 - 2000年、飯島冴子、教師、母親、鯨川冬美、アナウンサー、黒い三連星〈マッシュ〉、新婦の母）
- ∀ガンダム（セシリィ、レット隊女B、レア）
- 小さな巨人 ミクロマン（久磁耕平）
- トラブルチョコレート（イワシ）

2000年
- 学校の怪談（青山ハジメ）
- とっとこハム太郎（2000年 - 2011年、のっぽくん、カナの母） - 2シリーズ

2001年
- 仰天人間バトシーラー（スギサーク / クラマックス / スーパークラマックス）
- サイボーグ009 THE CYBORG SOLDIER（009 / 島村ジョー〈子供時代〉、メリー）
- ヒカルの碁（日高由梨）
- フィギュア17 つばさ&ヒカル（小川真二）

2002年
- 激闘!クラッシュギアTURBO（ブラッド・フィンチャー）
- それいけ!アンパンマン（コウモリン〈初代〉）
- 東京ミュウミュウ（桃宮さくら、いじわるな女生徒、キャプテン、トモヤ、アナウンス）

2003年
- カスミン（コノハ）
- クラッシュギアNitro（ナイジジ）
- 神魂合体ゴーダンナー!!（2003年 - 2004年、葵霧子） - 2シリーズ
- 真月譚 月姫（志貴の母、ロア〈少年〉）
- スクラップド・プリンセス（キャロル）
- 探偵学園Q（五木千鶴子）
- NARUTO -ナルト-（2003年 - 2016年、みたらしアンコ） - 2シリーズ
- マーメイドメロディー ぴちぴちピッチ（彩香）
- ロックマンエグゼ シリーズ（2003年 - 2006年、白泉たま子） - 2シリーズ

2004年
- アガサ・クリスティーの名探偵ポワロとマープル（マイケル）
- うた∽かた（琉巫女）
- 今日からマ王!（シャロン）
- BLEACH（花刈ジン太、石田雨竜〈少年時代〉、ダルク）
- 魔法少女隊アルス（バルヌ、ハタ）

2005年
- 銀盤カレイドスコープ（千葉）
- 地獄少女（2005年 - 2017年、骨女） - 4シリーズ
- SPEED GRAPHER（銀座ひばり）
- トリニティ・ブラッド（カテリーナ・スフォルツァ）
- ノエイン もうひとりの君へ（コサギ）
- ハチミツとクローバー（子供竹本）

2006年
- 銀魂（ヴァネッサ）
- スパイダーライダーズ 〜オラクルの勇者たち〜（2006年 - 2007年、リリィ） - 2シリーズ
- ツバサ・クロニクル（阿修羅王）
- TOKYO TRIBE2（威武）
- NANA（早乙女淳子）
- Project BLUE 地球SOS（アンダーソン博士）

2007年
- きらりん☆レボリューション（歌山好美）
- DARKER THAN BLACK -黒の契約者-（エイプリル）
- D.Gray-man（マホジャ）
- デルトラクエスト（エンドン〈幼少時代〉）
- 天元突破グレンラガン（ギミー、レイテ）
- 電脳コイル（フミエの母）
- のだめカンタービレ（河野けえ子）
- BUZZER BEATER（アピル）
- ポケットモンスター ダイヤモンド&パール（2007年 - 2009年、J）
- REIDEEN（星川花）

2008年
- ゴルゴ13（キャサリン）
- 西洋骨董洋菓子店 〜アンティーク〜（榊桜子）
- テイルズ オブ ジ アビス（ネフリー）
- 魍魎の匣（関口雪絵）

2009年
- クイーンズブレイド シリーズ（2009年 - 2012年、天使長、ナレーション） - 3シリーズ
- 黒神 The Animation（大姉）
- 続 夏目友人帳（スミエ）
- DARKER THAN BLACK -流星の双子-（エイプリル）
- 鋼の錬金術師 FULLMETAL ALCHEMIST（マーテル）

2010年
- アイアンマン（田中千佳）
- おとめ妖怪 ざくろ（折形綾）
- COBRA THE ANIMATION（パメラ）
- 名探偵コナン（2010年 - 2025年、白鳥任三郎〈少年時代〉、寅倉実那、井上春香、領域外の妹 / メアリー・世良〈2代目〉）

2011年
- UN-GO（虎山泉）
- ちはやふる（2011年 - 2020年、甘糟那由太） - 3シリーズ
- デッドマン・ワンダーランド（マキナ）
- 花咲くいろは（松前皐月、スイ〈回想〉）
- 放浪息子（ユキ）
- ラストエグザイル-銀翼のファム-（2011年 - 2012年、テレザ、オーラン〈14歳〉）

2012年
- 坂道のアポロン（薫の母〈小夜子〉）
- 戦国コレクション（ヴィスナー）
- トータル・イクリプス（フィカーツィア・ラトロワ）
- 夏雪ランデブー（ユキ）
- BRAVE10（白群）
- NARUTO -ナルト- SD ロック・リーの青春フルパワー忍伝（みたらしアンコ）
- ROBOTICS;NOTES（伊禮瑞榎）

2013年
- ゴールデンタイム（万里の母）
- はたらく魔王さま！（2013年 - 2022年、千穂の母親 / 佐々木里穂） - 2シリーズ

2014年
- カードファイト!! ヴァンガードG（2014年 - 2017年、清洲アカネ） - 3シリーズ
- クロスアンジュ 天使と竜の輪舞（ジル）
- シドニアの騎士（2014年 - 2015年、佐々木） - 2シリーズ
- 鬼灯の冷徹（2014年 - 2018年、レディ・リリス） - 3シリーズ
- 47都道府犬R（東京犬）

2015年
- 俺がお嬢様学校に「庶民サンプル」としてゲッツされた件（来待早百合）

2016年
- クロムクロ（キャリー・ダノム）
- Dimension W（百合崎セイラ）
- モンスターハンター ストーリーズ RIDE ON（デンデン）

2017年
- BORUTO-ボルト- NARUTO NEXT GENERATIONS（2017年 - 2022年、みたらしアンコ）
- 神撃のバハムート VIRGIN SOUL（ニーナの母）

2018年
- 宇宙よりも遠い場所（キマリの母）
- キリングバイツ（風真楓 / ゲッコー）
- 色づく世界の明日から（葵遙）

2019年
- FAIRY TAIL（2019年 - 2025年、アイリーン） - 2シリーズ
- フルーツバスケット（2019年 - 2021年、紅葉の母） - 2シリーズ
- グランベルム（アンナの母）
- ダンジョンに出会いを求めるのは間違っているだろうかII（イシュタル）
- PSYCHO-PASS サイコパス 3（花城フレデリカ）
- ポチっと発明 ピカちんキット（2019年 - 2020年、女王バッジ）

2020年
- イエスタデイをうたって（川島陽子）
- あひるの空（五月の妻）
- アラド:逆転の輪（ロクシー）
- GREAT PRETENDER（ファラ・ブラウン）
- 体操ザムライ（ハル）

2021年
- SK∞ エスケーエイト（鎌田貴理子）
- ましろのおと（澤村梅子）
- 僕のヒーローアカデミア（2021年 - 2024年、気月置歳 / キュリオス） - 2シリーズ
- ぐんまちゃん（2021年 - 2023年、ナレーション、ノラ、ミニハニワ、エース） - 2シリーズ
- さんかく窓の外側は夜（三角母）
- 終末のハーレム（ビデオナレーション）
- 王様ランキング（2021年 - 2023年、シーナ） - 2シリーズ
- ロード・エルメロイII世の事件簿 -魔眼蒐集列車 Grace note- 特別編（蒼崎橙子）

2022年
- デジモンゴーストゲーム（アヤタラモン）
- RPG不動産（火竜）

2023年
- ひろがるスカイ!プリキュア（2023年 - 2024年、カイゼリン・アンダーグ）
- HIGH CARD（アーヤ・タワワ）
- 女神のカフェテラス（2023年 - 2024年、紅葉の母） - 2シリーズ
- 機動戦士ガンダム 水星の魔女（宇宙議会連合艦隊 司令）
- ニンジャラ（オデット）
- デッドマウント・デスプレイ（ルフ・ヴェルライズ）

2024年
- ぽんのみち（なしこの母）
- 百千さん家のあやかし王子（猫ばぁば）
- 魔法科高校の劣等生（佐伯広海）
- ポケットモンスター（レホール）
- 魔王軍最強の魔術師は人間だった（エルトリア）
- 七つの大罪 黙示録の四騎士（リベット）

2025年
- 悪役令嬢転生おじさん（屯田林美津子）
- 空色ユーティリティ（めぐみ）
- アポカリプスホテル（マミ）
- ばいばい、アース（ガイダンスの鳥）

### 劇場アニメ
1999年
- 小さな巨人 ミクロマン 大激戦!ミクロマンVS最強戦士ゴルゴン（久磁耕平）
- ハッピーバースデー 命かがやく瞬間（吉浦茂）

2001年
- いのちの地球 ダイオキシンの夏（ルチオ）
- 劇場版 とっとこハム太郎 ハムハムランド大冒険（のっぽくん）

2002年
- 劇場版 とっとこハム太郎 ハムハムハムージャ! 幻のプリンセス（のっぽくん）
- 夢かける高原 清里の父 ポール・ラッシュ（木村高志〈少年時代〉）

2003年
- 劇場版 とっとこハム太郎 ハムハムグランプリン オーロラ谷の奇跡 リボンちゃん危機一髪!（のっぽくん）

2004年
- 劇場版 とっとこハム太郎 はむはむぱらだいちゅ! ハム太郎とふしぎのオニの絵本塔（のっぽくん）
- 劇場版 NARUTO -ナルト- 木ノ葉の里の大うん動会（みたらしアンコ）
- DEAD LEAVES（PANDY〈パンディー〉）

2005年
- 劇場版 NARUTO -ナルト- 大激突!幻の地底遺跡だってばよ（テムジンの幼なじみ）

2006年
- 劇場版BLEACH MEMORIES OF NOBODY（花刈ジン太）
- 劇場版ポケットモンスター アドバンスジェネレーション ポケモンレンジャーと蒼海の王子 マナフィ（ミナモ）

2007年
- 劇場版 空の境界（2007年 - 2013年、蒼崎橙子） - 7部作+『未来福音』

2008年
- クレヨンしんちゃん ちょー嵐を呼ぶ 金矛の勇者（プリリン）
- 劇場版 天元突破グレンラガン（ギミー / レイテ）
- HELLS ANGELS（EWキャプテン）

2011年
- UN-GO episode:0 因果論（虎山泉）

2012年
- 劇場版ポケットモンスター ベストウイッシュ キュレムVS聖剣士 ケルディオ（ビリジオン）

2013年
- 劇場版 花咲くいろは HOME SWEET HOME（松前皐月）
- 魔女っこ姉妹のヨヨとネネ（おヨネ）
- Kick-Heart（レディS）

2015年
- 劇場版 シドニアの騎士（佐々木）

2019年
- PSYCHO-PASS サイコパス Sinners of the System（花城フレデリカ） - 2作品

2020年
- PSYCHO-PASS サイコパス 3 FIRST INSPECTOR（花城フレデリカ）

2021年
- シドニアの騎士 あいつむぐほし（佐々木）
- サマーゴースト（杉崎礼子）

2023年
- 劇場版 PSYCHO-PASS サイコパス PROVIDENCE（花城フレデリカ）

### OVA
1999年
- 太陽の船 ソルビアンカ（キャスターB）

2002年
- ハム太郎のおたんじょうび 〜ママをたずねて三千てちてち〜（のっぽくん）

2003年
- ハムちゃんずの宝さがし大作戦 〜はむはー! すてきな海のなつやすみ〜（のっぽくん）

2004年
- 新ゲッターロボ（早乙女ミチル）
- ハムちゃんずと虹の国の王子さま 〜せかいでいちばんのたからもの〜（のっぽくん）
- ハムちゃんずのめざせ! ハムハム金メダル 〜はしれ! はしれ! だいさくせん!〜（のっぽくん）

2005年
- BLEACH The Sealed Sword Frenzy（花刈ジン太）

2009年
- 少女ファイト（由良木政子）

2010年
- クイーンズブレイド 美しき闘士たち（天使長）
- 聖闘士星矢 THE LOST CANVAS 冥王神話（バイオレート）
- Halo Legends エピソード5「Homecoming」（ハルシー博士）
- Halo Legends エピソード7「The Package」（ケリー）

2011年
- クイーンズブレイド 新たなる師弟、新たなる闘い（ナレーション）

2012年
- ノラゲキ!（いい女）

2020年
- 鬼灯の冷徹（リリス） - コミックス第31巻DVD付き限定版

2021年
- ド級編隊エグゼロス（ショウキャク蟲）

### Webアニメ
- ポケモンジェネレーションズ（2016年、イズミ）
- TIGER & BUNNY 2（2022年、シガニー・ロシツキー）
- サイバーパンク エッジランナーズ（2022年、キーウィ[54]）
- 君に届け 3RD SEASON（2024年、真田哲子）

### ゲーム
1998年
- レイディアントシルバーガン（シャロン） - セガサターン版

2003年
- SOCOM II（HQ）

2004年
- ザ・タイピング・オブ・ザ・デッド（ジェームス少年）

2005年
- サモンナイトエクステーゼ 夜明けの翼（ユヅキ）
- FRONT MISSION5 Scars of the War（リン・ウェンライト、ウォルターとリンの娘）
- ローグギャラクシー（アンジェラ・シーズ、ファブル）

2006年
- ヴァルキリープロファイル2 シルメリア（セレス、ソファラ、ティリス、アルカナ、イセリア・クイーン）
- サモンナイト4（ユヅキ）
- トゥームレイダー: レジェンド（2006年 - 2009年、ララ・クロフト） - 3作品
- Railfan（観光ナレーション）

2007年
- オーディンスフィア（エルファリア、オデット）
- ゴッド・オブ・ウォーII 終焉への序曲（ラケシス）

2008年
- 幻想水滸伝ティアクライス（リズラン）
- スターオーシャン2 Second Evolution
- ソウルキャリバーIV（アンゴル・フィア、修羅）
- Too Human（ヘル）
- 武装神姫 BATTLE RONDO（サソリ型MMS グラフィオス）
- レインボーシックス ベガス 2（ビショップ）

2009年
- クレヨンしんちゃん 嵐を呼ぶ ねんどろろ〜ん大変身!
- 地獄少女 澪縁（骨女）
- スターオーシャン4 -THE LAST HOPE-（イレーネ・ファーレンス、イセリア・クィーン）
- ソウルキャリバー Broken Destiny（オリジナルキャラクター）
- Halo Wars（セリーナ）
- マグナカルタ2（メリッサ・ティス）

2010年
- スターオーシャン4 -THE LAST HOPE- INTERNATIONAL（イレーネ・ファーレンス、イセリア・クィーン）
- Fallout: New Vegas（キャス　―ローズ・オブ・シャロン＝キャシディ）
- ララ・クロフト アンド ガーディアン オブ ライト（ララ・クロフト）

2011年
- デビルサバイバー オーバークロック（イヅナ / 飯綱ミサキ）

2012年
- アスラズ ラース（七星天オルガ）
- 第2次スーパーロボット大戦Z 再世篇（ギミー・アダイ）
- ロボティクス・ノーツ（伊禮瑞榎）

2013年
- 願いの欠片と白銀の契約者（マダム麗鳳）
- マブラヴ オルタネイティヴ トータル・イクリプス（フィカーツィア・ラトロワ中佐）

2014年
- ウォッチドッグス（ニッキー・ピアース）
- 第3次スーパーロボット大戦Z 時獄篇 / 天獄篇（ギミー・アダイ）
- NARUTO -ナルト- 疾風伝 ナルティメットストームレボリューション（みたらしアンコ）

2015年
- クロスアンジュ 天使と竜の輪舞tr.（ジル）
- ジョジョの奇妙な冒険 アイズオブヘブン（グェス）

2016年
- エルダー・スクロールズ・オンライン（アイレン）
- スターオーシャン:アナムネシス（イレーネ・ファーレンス）
- スーパーロボット大戦OG ムーン・デュエラーズ（フー＝ルー・ムールー）
- テイルズ オブ ベルセリア（メディサ）
- ワールド オブ ファイナルファンタジー（シヴァ）

2017年
- スーパーロボット大戦V（ジル）
- スターオーシャン4 -THE LAST HOPE- 4K & Full HD Remaster（イレーネ・ファーレンス、イセリア・クィーン）

2018年
- スーパーロボット大戦X（ジル、ギミー・アダイ）
- Marvel's SPIDER-MAN（シルバー・サブリノワ / シルバー・セーブル）

2019年
- スーパーロボット大戦X-Ω（ジル）
- 鬼灯の冷徹〜地獄のパズルも君次第（リリス）

2020年
- ワールドフリッパー（モルミア）

2021年
- シドニアの騎士 掌位ノ絆（佐々木）
- クッキーラン: キングダム（ゴールデンチーズクッキー）
- グランブルーファンタジー（ヘレフォード）

2022年
- トライアングルストラテジー（アヴローラ）
- 鋼の錬金術師 MOBILE（マーテル）

2023年
- ダンジョンに出会いを求めるのは間違っているだろうか バトル・クロニクル（イシュタル）
- STAR OCEAN THE SECOND STORY R

2024年
- FAIRY TAIL 2（アイリーン・ベルセリオン）

2025年
- モンスターハンターワイルズ（ハンター タイプ4）
- モンスターストライク（メアリー）

### ドラマCD
- Aiデス・ガン（大澤ムジカ）
- あまつき 【雨夜之月】（白藍）
- アンバサダーは夜に囁く（カロリーヌ）
- GetBackers-奪還屋- 永遠の絆を奪り還せ!編2 〜Bug's Karma〜（毒蜂）
- 少女ファイト（由良木政子）※コミックス第5巻 特装版付属CD
- 新 鬼武者 DAWN OF DREAMS（風魔の忍2）
- ソウルイーター Vol.1 特別社会科見学（デス・ザ・キッド）
- TV animation テイルズ オブ ジ アビス ドラマCD III 罪に降る雪（ジェイド〈少年時代〉）
- 「Danza」PLUS「COPPERS」（モーリーン）
- パパラチアン・パラダイス（ダフネ）
- プリンセス・プリンセス（豊実琴）
- Landreaallシリーズ（アニューラス・バラライカ）
  - Landreaall
  - Landreaall2 -アカデミー七不思議-
  - Landreaall3 -アカデミー芸術祭-
  - Landreaall -ミュージアム・バルへようこそ!-

### 吹き替え

#### 担当女優
アリ・ラーター
- アメリカン・アウトロー（ジー・ミムズ）
- オブセッション 歪んだ愛の果て（リサ）
- ディアボリカル（マディソン・ヘラー）
- ランドマン（アンジェラ・ノリス）

アンジェリーナ・ジョリー
- カンフー・パンダ3（タイガーレス）
- ジーア/悲劇のスーパーモデル（ジア）
- マイティ・ハート/愛と絆（マリアンヌ）
- モンタナの目撃者（ハンナ）

エリザベス・バンクス
- スパイダーマン2（ベティ・ブラント）
- スパイダーマン3（ベティ・ブラント）
- スリーデイズ（ララ・ブレナン）
- スリザー（スターラ・グラント）
- ぼくたちの奉仕活動（ベス）
- 40歳の童貞男（ベス）
- ラブ・ダイアリーズ（エミリー）

ガブリエル・ユニオン
- チアーズ!（アイシス）
- バッドボーイズ2バッド（シドニー・“シド”・バーネット）※ソフト版
- LA's FINEST/ロサンゼルス捜査官（シドニー・“シド”・バーネット）

クリスタナ・ローケン
- ターミネーター3（T-X）※日本テレビ版
- 特殊能力捜査官 ペインキラー・ジェーン（ジェーン・バスコ）
- ニーベルングの指環（ブリュンヒルデ）

クレア・デュヴァル
- 17歳のカルテ（ジョージーナ・タスキン）
- ノイズ（ナン）※ソフト版
- ノンストップ・ガール（ミミ）
- パラサイト（ストークリー・ミッチェル）※ソフト版

ケイティー・サッコフ
- アナザー・ライフ（ニコ・ブレッキンリッジ）
- GALACTICA/ギャラクティカ（カーラ・スレイス “スターバック” 上尉）
- バイオニック・ウーマン（サラ・コーヴァス）
- ハロウィン レザレクション（ジェナ）

ケイト・ブランシェット
- インディ・ジョーンズ/クリスタル・スカルの王国（イリーナ・スパルコ）
- Our Living World: 生きている地球（ナレーター）
- シャーロット・グレイ（シャーロット・グレイ）

ケリー・チャン
- アンナ・マデリーナ（モク・マンイー）
- 西遊記 孫悟空vs白骨夫人（観音菩薩）
- 東京攻略（メイシー）
- ブレイキング・ニュース（レベッカ・フォン警視）
- モンキー・マジック 孫悟空誕生（観世音）
- ラベンダー（アテナ）

コビー・スマルダーズ
- ジャック・リーチャー NEVER GO BACK（スーザン・ターナー少佐）
- 人生、サイコー!（エマ）
- セイフ ヘイヴン（ジョー）
- マーベル・シネマティック・ユニバース（マリア・ヒル）
  - アベンジャーズ
  - エージェント・オブ・シールド
  - キャプテン・アメリカ/ウィンター・ソルジャー
  - アベンジャーズ/エイジ・オブ・ウルトロン
  - アベンジャーズ/インフィニティ・ウォー
  - スパイダーマン:ファー・フロム・ホーム
  - ホワット・イフ...?
  - シークレット・インベージョン

サンドラ・ブロック
- イルマーレ（ケイト・フォースター）
- オーシャンズ8（デビー・オーシャン）
- ザ・ロストシティ（ロレッタ・セージ）
- デンジャラス・バディ（サラ・アッシュバーン）
- バード・ボックス（マロリー）
- ものすごくうるさくて、ありえないほど近い（リンダ・シェル）
- ヤァヤァ・シスターズの聖なる秘密（シッダ）

ジェイダ・ピンケット・スミス
- GOTHAM/ゴッサム（フィッシュ・ムーニー）
- しあわせの処方箋（クリスティーナ・ホーソン）
- バッド・ママ（ステイシー）
- マトリックスシリーズ（ナイオビ）※劇場公開版
  - マトリックス リローデッド
  - マトリックス レボリューションズ
  - マトリックス レザレクションズ

ジェシカ・ビール
- The Sinner -記憶を埋める女-（コーラ・タネッティ）
- チャックとラリー おかしな偽装結婚!?（アレックス・マクドノー）
- テキサス・チェーンソー（エリン）
- トータル・リコール（メリーナ）
- バレンタインデー（カーラ・モナハン）
- ブレイド3（アビゲイル）※テレビ東京版
- 勇者たちの戦場（ヴァネッサ・プライス）

ジェニファー・エスポジート
- クラッシュ（リア）
- サマー・オブ・サム（ルビー）
- TAXI NY（マータ・ロビンス）※ソフト版
- ドラキュリア（ソリーナ）

シャーリーズ・セロン
- アトミック・ブロンド（ロレーン・ブロートン）
- あの日、欲望の大地で（シルヴィア）
- オールド・ガード（アンディ / アンドロマケ・オブ・スキタイ）
- 荒野はつらいよ 〜アリゾナより愛をこめて〜（アナ）
- スキャンダル（メーガン・ケリー）
- スタンドアップ（ジョージー・エイムズ）
- ダーク・プレイス（リビー）
- タリーと私の秘密の時間（マーロ）
- トリコロールに燃えて（ギルダ）
- ハンコック（メアリー・エンブリー）
- プロメテウス（メレディス・ヴィッカーズ）※ザ・シネマ版
- マッドマックス 怒りのデス・ロード（フュリオサ大隊長）

セルマ・ブレア
- キルミー・レイター 崖っぷち逃避行（ショーン・ホロウェイ）
- ブラウンズ・レクイエム（ジェーン）
- ヘルボーイ（エリザベス・シャーマン）
- ヘルボーイ/ゴールデン・アーミー（エリザベス・シャーマン）

ディナ・メイヤー
- アンスピーカブル（ダイアナ・パーロウ）
- キャッスル 〜ミステリー作家は事件がお好き（レディ・アイリーナ）
- スターシップ・トゥルーパーズ（ディジー・フローレンス）※フジテレビ版
- THE MENTALIST メンタリストの捜査ファイル（アビゲイル・バーチ）
- ワイルドシングス3（クリステン・リチャーズ）

ハ・ジウォン
- キング 〜Two Hearts（キム・ハンア）
- シークレット・ガーデン（キル・ライム）
- 第7鉱区（ヘジュン）
- ファン・ジニ（チニ / ファン・ジニ）

ハル・ベリー
- X-MENシリーズ（オロロ・マンロー / ストーム）
  - X-MEN2 ※劇場公開版
  - X-MEN:ファイナル ディシジョン ※劇場公開版
  - X-MEN:フューチャー&パスト

- キャットウーマン（ペイシェンス・フィリップス / キャットウーマン）※ソフト版
- キングスマン:ゴールデン・サークル（ジンジャー）
- クラウド アトラス（メロニム 他）
- ゴシカ（ミランダ・グレイ）
- ザ・コール 緊急通報指令室（ジョーダン・ターナー）
- ザ・ユニオン（ロクサーヌ・ホール）
- ジョン・ウィック:パラベラム（ソフィア）
- 007/ダイ・アナザー・デイ（ジンクス）※ソフト版
- チェイサー（カーラ）
- パーフェクト・ストレンジャー（ロウィーナ・プライス）
- ブルーズド 〜打ちのめされても〜（ジャッキー・ジャスティス）
- ムーンフォール（ファウラー）

ヒラリー・スワンク
- アイ・アム・マザー（女性）
- インソムニア（エリー・バー）※ソフト版・テレビ朝日版
- 奇跡をつむぐ夜（シャロン・スティーヴンス）
- ザ・ハント（アシーナ）
- サヨナラの代わりに（ケイト）
- ニューイヤーズ・イブ（クレア・モーガン）
- P.S. アイラヴユー（ホリー・ケネディ）
- ヒラリー・スワンク IN レッド・ダスト（サラ・バーカント）
- ブラック・ダリア（マデリン・リンスコット）
- ボーイズ・ドント・クライ（ブランドン・ティーナ）
- マリー・アントワネットの首飾り（ジャンヌ・ド・ラ・モット）
- ミリオンダラー・ベイビー（マギー・フォッツジェラルド）※ソフト版

ペネロペ・クルス
- スパイアニマル・Gフォース（フアレス）
- 355（グラシエラ・リベラ）
- パイレーツ・オブ・カリビアン/生命の泉（アンジェリカ）

マギー・ジレンホール
- ダークナイト（レイチェル・ドーズ）※ソフト版
- ハッピー・エンディング（ジュード）
- ホワイトハウス・ダウン（キャロル・フィナティ特別警護官）
- モナリザ・スマイル（ジゼル）※ソフト版

ミシェル・モナハン
- イーグル・アイ（レイチェル・ホロマン）
- かけがえのない人（アマンダ・コリアー）
- シドニー・ホールの失踪（シドニーの母）
- ナニー（エイミー）
- ピクセル（ヴァイオレット・ヴァン・パッテン中佐）
- ブラック・サイト 危険区域（アビー・トレント）
- マシンガン・プリーチャー（リン・チルダース）

ミラ・ジョヴォヴィッチ（本人公認）
- アナーキー（クイーン）
- ウルトラヴァイオレット（ヴァイオレット・ソン・ジャート・シャリフ）
- 記者たち 衝撃と畏怖の真実（ヴラトカ）
- サバイバー（ケイト・アボット）
- ストーン（ルセッタ・クリーソン）
- ノー・グッド・シングス（エリン）
- パーフェクト・ゲッタウェイ（シドニー）
- バイオハザードシリーズ（アリス）
  - バイオハザード ※ソフト版
  - バイオハザードII アポカリプス ※ソフト版
  - バイオハザードIII ※ソフト版
  - バイオハザードIV アフターライフ ※劇場公開版
  - バイオハザードV リトリビューション ※劇場公開版
  - バイオハザード: ザ・ファイナル ※劇場公開版

- フェイシズ（アンナ・マーチャント）
- THE 4TH KIND フォース・カインド（アビゲイル・タイラー博士）
- フューチャーワールド（ドラッグロード）
- ヘルボーイ（ヴィヴィアン・ニムエ / ブラッククイーン）
- プリティ・イン・ニューヨーク（ナディーン）※ソフト版
- ポイント45（キャット）
- めぐり逢う大地（ルチア）
- モンスターハンター（アルテミス）

ミランダ・オットー
- 宇宙戦争（メリー・アン・フェリエ）
- ロード・オブ・ザ・リング/二つの塔（エオウィン）
- ロード・オブ・ザ・リング/王の帰還（エオウィン）

メアリー・エリザベス・ウィンステッド
- ケイト（ケイト）
- スコット・ピルグリム VS. 邪悪な元カレ軍団（ラモーナ・フラワーズ）
- 遊星からの物体X ファーストコンタクト（ケイト・ロイド）

レナ・ヘディ
- ゲーム・オブ・スローンズ（サーセイ・ラニスター）
- スティーラーズ（サイクス）
- パージ（メアリー・サンディン）

ロザリオ・ドーソン
- アンストッパブル（コニー・フーパー）
- 白い沈黙（ニコール・ダンロップ）
- シン・シティ（ゲイル）
- シン・シティ 復讐の女神（ゲイル）
- 7つの贈り物（エミリー・ポーサ）
- 25時（ナチュレル）
- プルート・ナッシュ（ディーナ・レイク）
- マーベル・シネマティック・ユニバース（クレア・テンプル）
  - Marvel デアデビル
  - Marvel ジェシカ・ジョーンズ
  - Marvel ルーク・ケイジ
  - Marvel アイアン・フィスト

- メン・イン・ブラック2（ローラ）

#### 映画
- the EYE 【アイ】（マンの姉〈キャンディ・ロー〉）
- アイズ（ヘレン・ウェルズ〈パーカー・ポージー〉）
- アイスブレーカー（メグ・フォスター）
- アタック・オブ・ザ・ジャイアントウーマン（エンジェル〈J・J・ノース〉）
- アドレナリン・ブレイク（アビー〈ドナ・エアー〉）
- アナトミー（グレーチェン）
- ANNIE/アニー（ミス・コリーン・ハニガン〈キャメロン・ディアス〉[84]）
- アニバーサリーの夜に（ジーナ・テイラー〈ジェニファー・ビールス〉）
- アベンジャーズ（ブレンダ〈カルメン・イジョゴ〉）
- アルティメット・ディシジョン（クミコ・マツムラ）
- アルビンシリーズ（ジャネット〈アンナ・ファリス〉）
  - アルビン2 シマリス3兄弟 vs. 3姉妹
  - アルビン3 シマリスたちの大冒険
  - アルビン4 それいけ! シマリス大作戦
- アンジェラ（アンジェラ〈リー・ラスムッセン〉）
- いけにえ（ダコタ〈ドミニク・スウェイン〉）
- イナフ（スリム〈ジェニファー・ロペス〉）※テレビ東京版
- インサイド・マン（シルヴィア）
- インサイド・マン2（ブリン〈レイ・シーホーン〉）
- 陰謀のセオリー ※テレビ朝日版
- ウエスト・オブ・ザ・デッド（アリシア）
- ウォルター少年と、夏の休日（ウォルター〈ハーレイ・ジョエル・オスメント〉）※テレビ東京版
- ウォンカとチョコレート工場のはじまり（ウォンカの母〈サリー・ホーキンス〉[85]）
- A.I. ※TBS版
- エアフォース・ワン ※ソフト版
- エイリアン・シューター（クインターナ〈ナターシャ・マルテ〉）
- エイリアン・ネイション4（ベアトリス・ザパダ）
- エイリアンVSプレデター（アレクシア・ウッズ〈サナ・レイサン〉）
- エグジット・スピード（メリデス・コール伍長〈ジュリー・モンド〉）
- エクスペンダブルズ（サンドラ〈ジゼル・イティエ〉）
- エクソシスト 信じる者（ミランダ〈ジェニファー・ネトルズ〉）
- エクソシスト トゥルー・ストーリー（ロビー・マンハイム）※ソフト版
- エバン・オールマイティ（イヴ・アダムス〈モリー・シャノン〉、スーザン・オルテガ〈キャサリン・ベル〉）
- F1/エフワン（バーナデット・ピアス〈サラ・ナイルズ〉[86]）
- エル・コルテス（シーダ〈トレイシー・ミッデンドーフ〉）
- オトコのキモチ（ベッキー〈ジュリア・スタイルズ〉）
- ガーフィールド（アーリーン〈デブラ・メッシング〉）
- ガールズ・ルール! 100%おんなのこ主義（オーディー〈ギャビー・ホフマン〉）
- カニング・キラー/殺戮の沼（アビバ・マスターズ〈ブルック・ラングトン〉）
- 金城武 トラブル・メーカー（シャウェン）
- カラー・オブ・ペイン 野狼（チェン・イェン〈ジョシー・ホー〉）
- 紀元前1万年（幼少期のデレー）※テレビ朝日版
- キッドナッパー（ニュアージュ）
- キャスパー マジカル・ウェンディ（キャスパー）
- ギャングスター・ナンバー1（カレン〈サフロン・バロウズ〉）
- ギャンブル・プレイ（アン）
- 救命士（ローズ）
- ギリーは首ったけ（ジーナ〈サラ・シルバーマン〉）
- グッド・ガール バッド・ガール（ヴァネッサ・キャンプマン / シスター・マリア）
- クライムチアーズ（カンザス・ヒル〈ミーナ・スヴァーリ〉）
- グラスハープ/草の竪琴（シスター・アイダ〈メアリー・スティーンバージェン〉、幼少期のコリン）
- クラッシュ・ダイブ II（アンサン・スウェイン大尉）※ソフト版
- グリッドロック（クッキー〈タンディ・ニュートン〉）
- 狂っちゃいないぜ（クリスタル・プロキトン〈モリー・プライス〉）
- クレイジー/ビューティフル（ニコール・オークリー〈キルスティン・ダンスト〉）
- グローリー・デイズ/旅立ちの日（チェルシー〈アリッサ・ミラノ〉）
- クロオビ・キッズ/メガ・マウンテン奪回作戦（ジェフリー・“コルト”・ダグラス〈マイケル・オラスキー二世〉）
- GAMER（アンジー“ニカ”ティルマン〈アンバー・ヴァレッタ〉）
- ゲット・マネー（ジーナ〈エヴァ・メンデス〉）
- GO!GO!ガジェット2（G2）
- コードネーム:バンシー（デライラ〈ジェイミー・キング〉）
- CODE46（マリア〈サマンサ・モートン〉）
- GOAL!2（ジョルダナ・ガルシア〈レオノア・ヴァレラ〉）
- ゴーン・ガール（マーゴ・ダン〈キャリー・クーン〉）
- 恋人はゴースト（エリザベス〈リース・ウィザースプーン〉）
- 心の指紋（サリー・バーンズ）
- コンテイジョン（ベス・エンホフ〈グウィネス・パルトロー〉）
- 13ゴースト（キャシー〈シャノン・エリザベス〉）
- サード・パーソン（モニカ〈モラン・アティアス〉）
- 最凶女装計画（カレン〈ビジー・フィリップス〉）
- サイレント・ワールド（サラ・ヘンリー〈ジョアンナ・テイラー〉）
- サウンド・オブ・サンダー（ジェニー・クレイズ〈ジェミマ・ルーパー〉）
- ザ・シーカー 光の六つのしるし（ウィル・スタントン〈アレクサンダー・ルドウィグ〉）
- ザ・スピリット（モーゲンスターン〈スタナ・カティック〉）
- 殺人魚獣 ヘビッシュ（カーリー〈テリー・ガーバー〉）
- ザナドゥ（サンドラ）
- 幸せのポートレート（ジュリー〈クレア・デインズ〉）
- ジェイ&サイレント・ボブ 帝国への逆襲（ジャスティス〈シャノン・エリザベス〉）※ソフト版
- ジェイ&サイレント・ボブ リブートを阻止せよ!（ジャスティス〈シャノン・エリザベス〉）
- シカゴ（ジューン）
- 地獄の変異（チャーリー〈パイパー・ペラーボ〉）
- ジャック・メスリーヌ フランスで社会の敵NO.1と呼ばれた男 Part1 ノワール編（ジャンヌ・シュネデール〈セシル・ドゥ・フランス〉）
- シュリ（イ・ミョンヒョン〈キム・ユンジン〉）※ソフト版
- ショーン・オブ・ザ・デッド（リズ〈ケイト・アシュフィールド〉）
- ジョンQ -最後の決断-（デニス・アーチボルド〈キンバリー・エリス〉）※日本テレビ版
- シリアル・ママ（ビバリー・サトフィン〈キャスリーン・ターナー〉[87]）
- 死霊のえじき（サラ・ボウマン〈ロリー・カーディル〉[88]）
- シンプル・ウィッシュ（チャーリー・グリーニング〈フランシス・キャプラ〉）
- スーパーストーム（ジュリア・メロー）
- スキップ・トレース（ダーシャ〈イヴ・トーレス〉[89]）
- スコーピオン・キング（カサンドラ〈ケリー・ヒュー〉）※日本テレビ版
- スズメバチ（エレーヌ・ラボリ〈ナディア・ファレス〉
- スティック・イット!（ヘイリー・グラハム〈ミッシー・ペリグリム〉）
- STICKMEN スティックメン（カレン）
- スティング（ロレッタ・サリーノ〈ディミトラ・アーリス〉、クリスタル〈サリー・カークランド〉、リロイ・コールマン）※ソフト版
- ストリートダンス/TOP OF UK（ショーナ）
- スネークヘッドテラー（ロリ・デイル）
- スノー・クイーン 〜雪の女王〜（夏の王女）
- スノーデイ/学校お休み大作戦（レイン・レナード〈シュイラー・フィスク〉）
- スパイチーム（ミシェール〈ミシェール・サラム〉）
- セーヌ川の水面の下に（ソフィア〈ベレニス・ベジョ〉[90]）
- セキュリティコール（クロエ〈ナターシャ・ヘンストリッジ〉）
- セシル・B/ザ・シネマ・ウォーズ（パム）
- セブンソード（ホアチャオ）
- センダー/超誘導体
- ゾンビランド:ダブルタップ（ウィチタ〈エマ・ストーン〉[91]）
- ダイアリー・オブ・ザ・デッド（デブラ〈ミシェル・モーガン〉）
- ダイアリー 第1章 アンナの秘密（リズ）
- 第三の男（アンナ・シュミット〈アリダ・ヴァリ〉[92]）※N.E.M版
- タイタンの戦い（イオ〈ジェマ・アータートン〉[93]）※テレビ朝日版
- タキシード（スティーナ〈デビ・メイザー〉）
- ダニエル・スティール/ファミリー・ゲーム〜美しき選択〜（マシュー〈ジョセフ・ゴードン＝レヴィット〉）※テレビ東京版
- ダブルタップ（コリーン〈ルビー・ウォン〉）
- チャーリーはスーパーカー（アンナ）
- チルファクター（ヴォーン〈ハドソン・レイク〉）
- デーモンハンター（サラ・ライアン）
- デーモンラヴァー（ディアーヌ・ドゥモンクス〈コニー・ニールセン〉）
- ディープ・ショック（アン・フレッチャー）
- ディセント（ジュノ〈ナタリー・メンドーサ〉）
- ディパーテッド（マドリン〈ヴェラ・ファーミガ〉）
- ディボース・ショウ（サラ・ソーキン）
- DOA/デッド・オア・アライブ（あやね〈ナターシャ・マルテ〉）
- デトロイト・ロック・シティ（クリスティーン〈ナターシャ・リオン〉、少年〈コーディ・ジョーンズ〉）
- DUNE/デューン 砂の惑星（リエト・カインズ博士〈シャロン・ダンカン＝ブルースター〉[94]）
- トゥ・ヘル（ジュリー〈フランカ・ポテンテ〉）
- トゥルー・ロマンス（アラバマ・ホイットマン〈パトリシア・アークエット〉）※テレビ東京版
- ときめきサイエンス（リサ〈ケリー・ルブロック〉）
- トップガン マーヴェリック（ペニー〈ジェニファー・コネリー〉[95]）
- 友へ チング ※標準語版
- トラッシュ! -この街が輝く日まで-（ガルド〈エドゥアルド・ルイス〉）
- トランスアメリカ（シドニー〈キャリー・プレストン〉）
- トランスフォーマー/ビースト覚醒（エアレイザー[96]）
- ドリームキャッチャー
- トリック・ベイビー（サイクローナ）
- トリプルX（J.J.〈イヴ〉）※ソフト版
- ドルフ・ラングレン 処刑鮫（メレディス・ヘルナンデス〈サラ・マラクル・レイン〉）
- トレーニング デイ（レティ、ディミトリ）
- トロイ
- ナイト ミュージアムシリーズ（サカジャウィア〈ミズオ・ペック〉）
  - ナイト ミュージアム
  - ナイト ミュージアム2
  - ナイト ミュージアム/エジプト王の秘密
- ナショナル・セキュリティ（デニース）
- 747 エア・ターゲット（ソフィー）
- 2001人の狂宴（リーア〈ビアンカ・スミス〉）
- 2046（ワン・ジンウェン / WJW1967〈フェイ・ウォン〉）
- ニック・オブ・タイム（クリスタ・ブルックス〈グロリア・ルーベン〉）※日本テレビ版
- ニューイヤーズ・イブ（セス〈ジェイク・T・オースティン〉）
- パーソナル・ショッパー（ララ〈シグリッド・ブアジズ〉）
- ハード・アライブ（カーラ）
- ハート・オブ・ウーマン（ディナ〈リサ・エデルシュタイン〉）※ソフト版
- バーバーショップ（テリー・ジョーンズ〈イヴ〉）
- バーバーショップ3 リニューアル!（テリー・ジョーンズ〈イヴ〉）
- バーバリアン/伝説の神剣（ギルダ）
- バービー（グロリア〈アメリカ・フェレーラ〉[97]）
- パーフェクト・ガイ（リア・ボーン〈サナ・レイサン〉）
- ハイウェイマン（モリー〈ローナ・ミトラ〉）※テレビ東京版
- バイオ・アマゾネス（テレサ・バーンズ〈マドレーヌ・リンドレー〉）
- バイオ・アマゾネス2 オオカミ姉妹（ロンダ〈ビヴァリー・リン〉）
- BIONICLE2 メトロ・ヌイの伝説（ノカマ）
- ハイジ アルプスの物語（ロッテンマイヤー〈カタリーナ・シュットラー〉[98]）
- バジル（アンナ、幼少期のジョン）
- ハッピーボイス・キラー（フィオナ〈ジェマ・アータートン〉）
- バティニョールおじさん（マルタン）
- バニラ・フォグ（アマンダ・シェルトン〈サラ・ミシェル・ゲラー〉）
- ハンナ・モンタナ/ザ・ムービー（タイラ・バンクス）
- B型の彼氏（チェヨン）
- ビーグル犬 シャイロ（マーティ・プレストン〈ブレイク・ハーロン〉）
- ビーグル犬 シャイロ2（マーティ・プレストン〈ザカリー・ブラウン〉）
- ビーグル犬 シャイロ3 -最終章-（マーティ・プレストン〈ジェイソン・ドリー〉）
- PTU（チョン・ライクワン警部〈ルビー・ウォン〉）
- ひかりのまち（ナディア〈ジーナ・マッキー〉）
- ピクチャー・パーフェクト/彼女が彼に決めた理由（スーザン）
- ピッチブラック（ジャッキー〈リアンナ・グリフィス〉）※新ソフト版
- ビハインド・ザ・サン（パクー）
- ビューティフル・ボーイ（カレン・バーバー〈モーラ・ティアニー〉）
- ファーザーズ・デイ（ヴァージニア・ファレル〈メアリー・マコーマック〉）
- ファイブ・エイセス（ローレン・エリー）
- ファイブ・ガールズ 呪われた制服（ピアース校長〈エイミー・ラロンド〉）
- ファングルフ/月と心臓（エイミー〈ジュリー・ボーウェン〉）※テレビ東京版
- フェイク・クライム（ジュリー・イワノワ〈ヴェラ・ファーミガ〉）
- フォーン・ブース（ケリー・シェパード〈ラダ・ミッチェル〉）
- ブギーナイツ（ベッキー〈ニコール・アリ・パーカー〉）
- ブッチャー・ボーイ（ジョー）
- ブライアン・ジョーンズ ストーンズから消えた男（アニタ・パレンバーグ）
- ブラックマスク2（マルコ・ラン）
- ブラッド・エンジェル（ケイトリン〈ケリー・ヒュー〉）
- ブラッド・セル/血塗られた携帯電話（アレックス）
- フランケンフィッシュ（イライザ）
- ブリジット・ジョーンズの日記 ダメな私の最後のモテ期（ミランダ）
- ブルー・イグアナの夜（エンジェル〈ダリル・ハンナ〉）
- ブルース・オールマイティ（スーザン・オルテガ〈キャサリン・ベル〉）
- ブルドッグ ※ソフト版
- ブレイド2（ヴェルレイン）※テレビ東京版
- ブロークン・イングリッシュ（ノラ・ワイルダー〈パーカー・ポージー〉）
- プロジェクトA2 史上最大の標的（パール〈イザベラ・ウォン〉）※ソフト版
- プロテクター（ローラ・シャピーロ〈ソーン・エリス〉[99]）※ソフト版
- ペイチェック 消された記憶（レイチェル・ポーター〈ユマ・サーマン〉）※テレビ朝日版
- ベッカムに恋して（ジュールズ・パクストン〈キーラ・ナイトレイ〉）
- ポーラー 狙われた暗殺者（ヴィヴィアン〈キャサリン・ウィニック〉）
- ボーン・スプレマシー（ニッキー・パーソンズ〈ジュリア・スタイルズ〉）※日本テレビ版
- ボアVSパイソン（イヴ〈エンジェル・ボリス〉）
- ボックス（ルディ〈ミシェル・トムリンソン〉）
- ポリーmy love（ロクサンヌ〈ミッシー・パイル〉）
- ポリス・ストーリー/香港国際警察（サリナ〈ブリジット・リン〉[100]）※ソフト版
- ボルケーノ・インフェルノ（ケリー〈シンシア・ギブ〉）
- ホワイト・インフェルノ2（リーア）
- 香港国際警察/NEW POLICE STORY（スー・チョウ〈ココ・チャン〉）
- マーダー・イン・ザ・ミラー 夫の素顔（リタ）
- マイ・ボディガード（リサ・ラモス〈ラダ・ミッチェル〉）※ソフト版
- マグナム（グロリア）
- ミーン・ガールズ（ジャニス〈リジー・キャプラン〉）
- ミッシング（テリー・サイモン〈メラニー・メイロン〉）※ソフト版
- メイフィールドの怪人たち（ボニー・ラムズフィールド〈ウェンディ・シャール〉）※ソフト版
- メデューサ（フォン〈野本美穂〉）
- 燃えよデブゴン TOKYO MISSION（ホーイ〈ニキ・チョウ〉[101]）
- 燃えよ!ピンポン（マギー・ウォン〈マギー・Q〉）
- モッド・スクワッド（ジュリー・バーンズ〈クレア・デインズ〉）
- 燃ゆる月（ヨン〈キム・ユンジン〉）
- 野獣の瞳（パム〈ヒラリー・ツイ〉）
- ユージュアル・ネイバー（キャサリン〈サマンサ・モートン〉）
- 夢の旅路（少年）
- 4人の食卓（ヒウン〈ユソン〉）
- 夜の道（チャーリー）※ソフト版
- ライラの冒険 黄金の羅針盤（セラフィナ・ペカーラ〈エヴァ・グリーン〉）※劇場公開版
- ラブ・アゲイン（ロビー・ウィーバー〈ジョナ・ボボ〉）
- 乱気流/タービュランス（ベティ）※ソフト版
- ランペイジ 巨獣大乱闘（ケイト・コールドウェル〈ナオミ・ハリス〉[102]）
- ラン・ローラ・ラン（ローラ〈フランカ・ポテンテ〉）
- リクルート（レイラ・ムーア〈ブリジット・モイナハン〉）
- リディック（キーラ〈アレクサ・ダヴァロス〉）※ディレクターズ・カット版
- リトル・マーメイド（ラシャナ〈マルチナ・レアード〉[103]）
- リトル・ランナー（ラルフ・ウォーカー〈アダム・ブッチャー〉）
- リプレイスメント・キラー
- リリィ、はちみつ色の秘密（ジューン・ボートライト〈アリシア・キーズ〉）
- 隣人は静かに笑う（グラント・ファラデイ〈スペンサー・トリート・クラーク〉）※ソフト版
- ルート666（ステフ〈ロリ・ペティ〉）
- ルール（ミシェル・マンシーニ〈ナターシャ・グレグソン・ワグナー〉）
- Ray/レイ（メアリー・アン・フィッシャー〈アーンジャニュー・エリス〉）
- レイルロード・タイガー（由子〈ジャン・ランシン〉）
- REC/レックシリーズ（アンヘラ〈マヌエラ・ベラスコ〉）
  - REC/レック
  - REC/レック2
  - REC/レック4 ワールドエンド
- レッド・ウォーター/サメ地獄（ケリー・レイモンド〈クリスティ・スワンソン〉）※テレビ東京版
- レッド・ブロンクス（エレーナ〈アニタ・ムイ〉）※テレビ東京版
- レベッカ（わたし〈ジョーン・フォンテイン〉）※PDDVD版
- ローマンという名の男 -信念の行方-（マヤ・オルストン〈カルメン・イジョゴ〉）
- ワールド・トレジャー/聖なる予言（マージョリー・カーター〈サラ・ウェイン・キャリーズ〉）
- ワイルド・スピード MAX（レティ・オルティス〈ミシェル・ロドリゲス〉）※テレビ朝日版
- ワンナイト・イン・モンコック（タンタン〈セシリア・チャン〉）

#### ドラマ
- 愛してると云って（チョ・イナ〈ヨム・ジョンア〉）
- アガサ・クリスティー ミス・マープル
  - 書斎の死体（ダイナ・リー）
  - 復讐の女神（マーガレット・ラムリー / ヴェリティ・ハント）
- アグリー・ベティ4（ナタリー）
- アストリッドとラファエル 文書係の事件録
- アナザー・ライフ〜天国からの3日間〜 シーズン1 #4（若き日のデイナ）
- ALPHAS/アルファズ（グリフィン〈レベッカ・メイダー〉）
- アンドロメダ（アンドロメダ、ロミー〈レクサ・ドイグ〉）
- ER緊急救命室
  - シーズン10 #13（レモニエ〈ナデージュ・オーギュスト〉）
  - シーズン14 #2（ジェシカ・シュースター〈サンドラ・プロスパー〉）
- イコライザー（ロビン・マッコール〈クィーン・ラティファ〉）
- WITHOUT A TRACE/FBI 失踪者を追え!（クレア、ポーレット〈アンバー・タンブリン〉、ミア・ジョーンズ〈ニーナ・ドブレフ〉）
- ウォリアーズ/インポッシブル・ミッション（ミンカ）
- 宇宙船レッド・ドワーフ号（カタリーナ〈ソフィー・ウィンクルマン〉）
- NCIS: ニューオーリンズ シーズン4（ドクター・クリスト）
- NCIS 〜ネイビー犯罪捜査班
  - シーズン1 #20（ヴァネッサ）
  - シーズン9 #11（エマ・レイノルズ中尉）
- オリー（ロージー〈メアリー・J. ブライジ〉）
- KAOS/カオス（メドゥーサ〈デビ・メイザー〉）
- カサンドラ（カサンドラ〈ラヴィニア・ウィルソン〉）
- カリフォルニケーション（アビー〈カーラ・グギノ〉）
- 救命医ハンク2 セレブ診療ファイル（キム〈ゾー・マクラーレン〉）
- クリスマスに雪は降るの?（ウジョン〈ソヌ・ソン〉）※テレビ東京版
- クリミナル・マインド FBI行動分析課（マギー〈キャサリン・ウィニック〉）
- 恋するアンカーウーマン（ペッパー・デニス〈レベッカ・ローミン〉）
- ザ・ステアケース -偽りだらけの真実-（キャスリーン・ピーターソン〈トニ・コレット〉[104]）
- 殺人を無罪にする方法
- ザ・ハンガー シーズン1 #15（ソニア）
- ザ・ボーイズ（マデリン・スティルウェル〈エリザベス・シュー〉）
- ザ・ロストワールド（ヴェロニカ・レイトン）
- CSI:9 科学捜査班（トーニャ）
- CSI:マイアミ8（メリッサ・ローズ）
- SIX FEET UNDER（ブレンダ・チェノウィス〈レイチェル・グリフィス〉）
- ジョーイ シーズン2（キャンディス）
- SUITS/スーツ シーズン4 #15（リア）
- SCORPION/スコーピオン
  - シーズン1 #18（ルネ・ムニョス〈フェルナンダ・アンドラーデ〉）
  - シーズン3 #16（ナターリヤ・アベレフ）
- スタートレック:エンタープライズ（トゥポル〈ジョリーン・ブラロック〉）
- スタートレック:ディスカバリー（マイケル・バーナム〈ソネクア・マーティン＝グリーン〉）シーズン4〜5
- スパイ・エンジェルシリーズ（レーナ・ハイトマン）
  - スパイ・エンジェル
  - スパイ・エンジェル フルスピード
  - スパイ・エンジェル フルブレイク
  - スパイ・エンジェル フロントミッション
- S.W.A.T.（ジェシカ・コルテス〈ステファニー・シグマン〉[105]）
- ダークエンジェル シーズン2（アーシャ・バーロウ〈アシュレイ・スコット〉）※ソフト版
- ダイノトピア（ロマーナ・デニソン）※ソフト版
- ダナ&ルー リッテンハウス女性クリニック（ルー・デルガド）
- ドーソンズ・クリーク シーズン1 #9（ニーナ〈メリッサ・マクブライド〉）
- DOC あすへのカルテ シーズン1 #13（セレーナ・ルッフォ〈イラリア・スパーダ〉）
- トワイライト・ゾーン2 #2 「休止時間」（ミシェル〈モリーナ・バッカリン〉）
- ナイトシフト 真夜中の救命医（ニーナ・アルバレス〈ブリアナ・マリン〉）
- NUMBERS 天才数学者の事件ファイル シーズン3 #20（ジェシカ・マロイ〈リサ・ヴィダル〉）
- ネバーエンディング・ストーリー 遥かなる冒険（ザイーデ）
- ノーベル〜戦火の陰謀〜（ヨハンネ・リーセル〈ツヴァ・ノヴォトニー〉）
- PERSON of INTEREST 犯罪予知ユニット（ゾーイ・モーガン〈ペイジ・ターコー〉）
- ハーパーズ・アイランド 惨劇の島（アビー・ミルズ〈エレイン・キャシディ〉）
- HAWAII FIVE-0（クイン・ルー〈カトリーナ・ロー〉[106]）
- 反撃のレスキュー・ミッション（レイラ・トンプソン〈ジョディ・メイ〉）
- V.I.P.（ヴァレリー・アイアンズ〈パメラ・アンダーソン〉）
- フォーリング スカイズ（アン〈ムーン・ブラッドグッド〉）
- プライベート・プラクティス 迷えるオトナたち シーズン6 #111（シャーロット・キング〈ケイディー・ストリックランド〉）
- ブラインドスポット タトゥーの女（ジェーン・ドウ〈ジェイミー・アレクサンダー〉）
- プリズン・ブレイク（サラ・タンクレディ〈サラ・ウェイン・キャリーズ〉）
- ホイール・オブ・タイム（モイレイン〈ロザムンド・パイク〉[107]）
- ホワイトカラー シーズン1 #5（バンダーセン）
- MACGYVER/マクガイバー シーズン3 #15（マリア・ラミレス）
- マルプラクティス〜陰謀の処方箋〜（ノーマ・キャラハン〈ヘレン・ビーハン〉[108]）
- ミディアム5 霊能者アリソン・デュボア（ルース・ボディカー〈アリス・ビーズレー〉）
- ミュータントX（レクサ・ピアース〈カレン・クリシェ〉）
- ライアー 交錯する証言（ケイティ・サトクリフ〈ゾーイ・タッパー〉[109]）
- リミットレス（レベッカ・ハリス〈ジェニファー・カーペンター〉）
- LUCIFER/ルシファー（シャーロット〈トリシア・エルファー〉）
- LAW & ORDER:性犯罪特捜班（ロレイン・ハンセン〈エイミー・ライアン〉）
- 私はラブ・リーガル2 #7（サマンサ・コルビー〈リーリー・ソビエスキー〉）

#### アニメ
- おさるのジョージ
- ザ・バットマン（キャットウーマン / セリーナ・カイル）
- 少年マイロの火星冒険記3D（リサ / マイロのママ）
- スター・ウォーズシリーズ
  - スター・ウォーズ ドロイドの大冒険（ジェシカ・ミード）※DVD版
  - スター・ウォーズ/クローン・ウォーズ（TC-70）
- スペース・レンジャー バズ・ライトイヤー 帝王ザーグを倒せ!（ミラ・ノヴァ）
- ターボ（パズ）
- トランスフォーマー アニメイテッド（スローモー）
- 長ぐつをはいたネコ（キティ・フワフワーテ）
- 白蛇: 縁起（蛇母[110]）
- フェルディナンド（ルペ）
- マイリトルポニー〜トモダチは魔法〜（プリンセスルナ / ナイトメアムーン）
  - マイリトルポニー: エクエストリア・ガールズ（プリンセスルナ、ルナ教頭）
  - マイリトルポニー・ガールズ: 虹の冒険（ルナ教頭）
  - マイリトルポニー: エクエストリア・ガールズ - フレンドシップ・ゲーム（ルナ教頭）
  - マイリトルポニー: エクエストリア・ガールズ - エバーフリーの伝説（ルナ教頭）
  - 映画マイリトルポニー プリンセスの大冒険（プリンセスルナ）
- 魔道祖師（虞紫鳶[111]）
- 魔法の剣 キャメロット
- メアリーと秘密の王国（クイーン・タラ）
- ヨセフ物語 〜夢の力〜（アセナト）
- ルイスと未来泥棒（フラニー）
- ロード・オブ・ザ・リング/ローハンの戦い（オルウィン[112]）

#### テレビ番組（吹き替え）
- ブリティッシュ・ベイクオフ（スー・パーキンス）

### パチンコ・パチスロ
- Hard Boiled -グリフォンの幻影-（ニーナ）
- CR地獄少女（骨女）

### ナレーション
- アラスカ 星のような物語 〜写真家 星野道夫 はるかなる大地〜（NHK総合）
- 全米大ヒット!「バイオハザード3」〜絶滅へのファイナル・ステージ
- BS世界のドキュメンタリー（NHK BS1→NHK BS）
  - マトリックスの衝撃 -仮想現実に覆われる社会-（2023年、ナレーション）
- 映画『Fate/stay night [Heaven's Feel]』公開直前特番 原典の物語、劇場へ―

### その他コンテンツ
- シナモロール（エスプレッソ）
- Style up スタイルアップ 〜ティム・ガンのファッション チェック（ヴェロニカ・ウェブ）
- TBS「プリンセス ダイアナ」ドキュメンタリードラマ 「ダイアナ妃 最後の90日間」（ダイアナ妃）
- エジプト超歴史 スペクタクルミステリー ツタンカーメンと三人の母（ネフェルティティ）
- トリハダ特別編（声の出演）
- 世界の衝撃ストーリー（声の出演）
- 『ティアラ!』名作劇場「人魚ひめ」（海の魔女）
- 世界まる見え!テレビ特捜部（声の出演）